# Urán-diszulfid
Az urán-diszulfid szervetlen vegyület, melyben az urán oxidációs száma +4, a szulfidoké -2. Radioaktív.

## Fordítás
- Ez a szócikk részben vagy egészben  az   Uranium disulfide című angol Wikipédia-szócikk fordításán alapul.  Az eredeti cikk szerkesztőit annak laptörténete sorolja fel. Ez a jelzés csupán a megfogalmazás eredetét és a szerzői jogokat jelzi, nem szolgál a cikkben szereplő információk forrásmegjelöléseként.